# Cape Coast
Cape Coast je mesto, ribiško pristanišče in glavno mesto metropolitanskega okrožja Cape Coast in osrednje regije Gane. Je eno najbolj zgodovinskih mest v državi, ki je del svetovne dediščine, kjer se nahaja grad Cape Coast, na jugu pa se nahaja Gvinejski zaliv. Po popisu prebivalstva iz leta 2010 je Cape Coast imel 169.894 prebivalcev.  Jezik prebivalcev Cape Coasta je fante.
Starejši tradicionalni imeni mesta sta Oguaa in Kotokuraba (kar pomeni "reka rakov" ali "vas rakov"). Portugalska pomorščaka João de Santarém in Pedro Escobar, ki sta plula mimo Oguae leta 1471, sta označila kraj Cabo Corso (kar pomeni "kratek rt"), od koder izhaja ime Cape Coast. Od 16. stoletja do neodvisnosti države leta 1957 je mesto prehajalo iz rok v roke med Britanci, Portugalci, Švedi, Danci in Nizozemci. Je dom 32 festivalov in praznovanj.

## Zgodovina
Cape Coast so ustanovili prebivalci Oguaa in regija, ki ji vlada vrhovni poglavar ali Omanhene, je danes znana kot tradicionalno območje Oguaa. Cape Coast je eno najbolj zgodovinskih mest v Gani. Portugalski kolonisti so na tem območju zgradili trgovsko utrdbo. Leta 1650 so Švedi zgradili kočo, ki je kasneje postala bolj znan grad Cape Coast Castle, ki je danes del svetovne dediščine . Okoli njega se je razširil večji del sodobnega mesta. Nizozemci so ga leta 1650 prevzeli in leta 1652 razširili. Nato so ga leta 1664 zavzeli Britanci.
Trgovina je bila pomemben motivator pri ustvarjanju trdnjav in naselbin na Cape Coastu. Trgovci iz različnih evropskih držav so zgradili te trgovske koče, utrdbe in gradove ob obali sodobne Gane. Leta 1874 so Britanci obvladovali vso evropsko navzočnost ob obali današnje Gane, pri čemer so za svojo operacijsko bazo uporabljali Cape Coast, Zlata obala. Z vzpostavitvijo uradne kolonialne uprave so se po nasprotovanju "davku na okna" leta 1877 preselili v Akro. Akra je postala njihova država. Grad Cape Coast je bil tudi kraj, kjer je bila večina sužnjev pred njihovim potovanjem po Srednjem prehodu .

### Skupnosti Asafo
Tradicionalno območje Oguaa ima sedem skupnosti asafo – tradicionalnih bojevniških skupin, ki temeljijo na linijskem poreklu in katerih zgodovinska vloga je bila obramba države  (beseda izhaja iz sa, kar pomeni »vojna«, in fo, kar pomeni »ljudje«) – z kompleksna družbena in politična organizacija, ki temelji na borilnih načelih,  in izdelani tradiciji vizualne umetnosti.   Skupnosti asafo se večinoma pojavljajo na letnem festivalu Fetu Afahye v Cape Coastu, ki poteka prvo soboto v septembru,  in vsako ima zgodovinsko uveljavljene enotne barve: Esi Sutherland-Addy jih identificira kot: št. 1. Bentsir - rdeča; št. 2. Anafo – modra in bela; št. 3. Ntsin - zelena; št. 4. Nkum - rumena; št. 5. Amanful – vino in črnina; št. 6. Abrofomba ( Brofo Nkoa ) – bela; št. 7. Ankrampa – bela in črna. 

### 20. stoletje
Mestna katedrala sv. Frančiška je bila posvečena leta 1928.  Stavba je prva katoliška katedrala, zgrajena v Gani.  Poleg tega je bila leta 1936 v Cape Coastu ustanovljena ena prvih katoliških šol v Gani, St. Augustine College.  Zaradi razcveta trženja kakava v 1900-ih, ki ga je Gana doživela, je mesto doživelo določeno obdobje gospodarske blaginje. Po dokončanju pristanišč in železnic v drugih delih države, kot sta Sekondi in Kumasi, sta se pridelava kakava in trgovina v Gani razširila in Cape Coast je nekoliko izgubil pomen.  Vendar pa je po ustanovitvi rimskokatoliške nadškofije in univerze v mestu leta 1950 oziroma 1962 Cape Coast postal regionalno izobraževalno središče za to območje Gane. 

## Zanimivosti
Rak je maskota mesta in kip le-tega stoji v središču mesta. Fort William, zgrajen leta 1820, je bil aktiven svetilnik od leta 1835 do 1970-ih, medtem ko je bil Fort Victoria zgrajen leta 1702.
Glavna tržnica Cape Coasta se imenuje tržnica Kotokuraba . 
Druge zanimivosti vključujejo vrsto svetišč Asafo, Cape Coast Center za nacionalno kulturo, festival Oguaa Fetu Afahye (poteka prvo soboto v septembru) in od leta 1992 bienalni gledališki festival Panafest. Mesto se nahaja 30 km južno od narodnega parka Kakum, enega najbolj raznolikih in najbolje ohranjenih narodnih parkov v Zahodni Afriki.
Domneva se, da Michelle Obama, prva dama ZDA, meni Cape Coast za svoj dom prednikov,  in 11. julija 2009 je vzela preostalo prvo družino na ogled gradu Cape Coast kot del moževega potovanja v Cape Coast.

## Izobraževanje
Cape Coast je sedež Univerze Cape Coast (UCC), vodilne univerze v Gani na področju poučevanja in raziskovanja. Cape Vars, kot ga popularno imenujejo, leži na hribu s pogledom na Atlantski ocean. Ima tudi eno najboljših politehnik, Cape Coast Polytechnic (C-POLY). Mesto se ponaša tudi z nekaterimi najboljšimi srednjimi in tehničnimi šolami v Gani: